# Tann's
Tann's est une marque de cartable française créée en 1978 par le maroquinier Le Tanneur.
La marque est aujourd'hui la propriété de la holding financière H2O.

## Histoire
La marque Tann's est créée en 1978 par le maroquinier Le Tanneur à Belley dans le département français de l'Ain.
En 2006, Le Tanneur cède la licence d’exploitation de Tann’s à la société Aliséo.
En 2014, Aliséo est rachetée par la holding financière H2O, par ailleurs actionnaire majoritaire de la société Oberthur.

## Organisation
La fabrication des cartables est réalisée dans trois usines en Chine tandis que les équipes de conception et de marketing sont basées à Chantepie, commune de Rennes Métropole située dans le département d'Ille-et-Vilaine,.